# C13H14O5
化學式C13H14O5（摩尔质量：250.25 g/mol）可以指：
- 橘霉素，CAS号：518-75-2
- 3-(4-甲氧基苯甲酰基)丙酮酸乙酯，CAS号：35322-20-4

|  | 这个同类索引页列出了具有相同分子式的化学物（即同分異構體）条目。 除非您是有意链接至本页，否则应将相应条目的内部链接指向正确的条目。 |